# الیستر بروس
الیستر بروس (انگلیسی: Alastair Bruce of Crionaich؛ زادهٔ ۲۵ ژوئن ۱۹۶۰) یک فرد نظامی اهل بریتانیا و همچنین مفسر رویدادهای سلطنتی، مذهبی و ملی در شبکهٔ اسکای نیوز است. او برای بی‌بی‌سی هم کار کرده و مشاور تاریخی در ساخت چندین فیلم و سریال تلویزیونی بوده‌است.
وی همچنین مفسر چندین رویداد ملی مهم همچون جوبیلی الماسی الیزابت دوم بریتانیا (۲۰۱۲)، ازدواج شاهزاده ویلیام و کاترین میدلتون (۲۰۱۱)، مراسم به‌خاکسپاری دایانا، شاهدخت ولز (۱۹۹۷) و الیزابت، شهبانوی مادر (۲۰۰۲) بوده‌است.
الیستر بروس پدرخواندهٔ جیمز، وایکانت سورن پسرِ شاهزاده ادوارد، ارل وسکس است.
از فیلم‌ها یا مجموعه‌های تلویزیونی که وی در آن‌ها نقش داشته‌است می‌توان به دانتون ابی اشاره نمود.
او همچنین برندهٔ جوایزی همچون نشان امپراتوری بریتانیا شده‌است.